# شعريات الأزهار
شعريات الأزهار (الاسم العلمي: Trichosantheae) هي قبيلة من النباتات تتبع الفصيلة القرعية من رتبة القرعيات.

## أجناس شعريات الأزهار
- قرع الحية